# Jana Fernández Velasco
Jana Fernández Velasco   (Martorell, 18 de febrer de 2002) és una futbolista catalana que juga com defensa central, defensa o com a lateral dret. Actualment, juga al London City Lionesses.
Ha jugat amb les categories inferiors de la Selecció espanyola, arribant a guanyar al costat de La Roja en el Campionat Europeu Sub-17 i la Copa del Món sub-17.

## Trajectòria
Nascuda a Martorell, però originària de Sant Esteve, La Jana comença a jugar a futbol al FC Sant Esteve Sesrovires. Posteriorment, continua la seva formació a la Barça Academy per després passar a les categories inferiors del club blaugrana.
Va debutar amb el FC Barcelona el 9 de novembre de 2018, amb només setze anys i nou mesos tot i estar encara amb el Juvenil-Cadet, sent en aquell moment la segona futbolista més jove en jugar amb la samarreta blaugrana des de la professionalització del femení.
El juny de 2020, després d'haver participat en dinàmiques entre el filial i el primer equip, signa el contracte professional per tres temporades passant a ser jugadora del Barça.
El 10 de març de 2021, debuta com a titular en Lliga de Campions de la UEFA. Durant aquella temporada 2020-21, la jugadora blaugrana va disputar catorze partits en la Lliga Iberdrola on va jugar tant de central com de lateral.
El 2 d'octubre de 2021 va marcar el seu primer gol amb el primer equip en la victòria davant l'Alabès (9-1). Va fer el 8-1 amb una rematada de cap. Va anar guanyant protagonisme durant l'equador de la temporada, però va patir una greu lesió al seu genoll dret, de la que va ser operada el 22 de febrer. Al desembre va començar a fer part del treball amb el grup dins del seu procés de recuperació. El mateix mes va renovar el seu contracte amb el Barça fins al 2025.
El 28 de febrer de 2023 va obtenir l'alta mèdica, i el 5 de març va tornar a jugar un partit de futbol després de 384 dies entrant al minut 79 del partit davant el Vila-real (5-0). Va marcar en la victòria davant l'Sporting de Huelva (3-0) que donava al club la quarta lliga consecutiva de forma matemàtica.
Va tenir novament molts problemes de lesions en la primera part de la temporada 2023-24, participant només al Trofeu Joan Gamper i a la tercera jornada de lliga el 2023. Va reaparèixer el 13 d'abril, el mateix dia que obtenia l'alta mèdica, entrant al minut 71 enfront del Vila-real (5-1), precisament el mateix equip davant el qual havia reaparegut la temporada anterior. L'agost de 2025 decideix ser traspassada al London City Lionesses.

## Internacional
Les seves qualitats i bones actuacions amb la sub-16 espanyola, van permetre que pugés a la selecció d'Espanya sub-17 on va guanyar el Campionat Europeu 2018 a Lituània. Després d'això, va guanyar la copa del Món de futbol femení sub-17 al costat de La Roja a Uruguai 2018. De la mateixa manera, ha estat convocada amb la sub-20 entrenada per Pedro López.

## Clubs
| Equip                      | País       | Anys              |
| -------------------------- | ---------- | ----------------- |
| FC Barcelona (futbol base) | Catalunya  | 2014 - 2018       |
| FC Barcelona "B"           | Catalunya  | 2017 - 2020       |
| FC Barcelona               | Catalunya  | 2018 - 2025       |
| London City Lionesses      | Anglaterra | 2025 - actualment |

## Estadístiques
Actualitzat a l'últim partit jugat el 18 de desembre de 2024.
| Club                         | Div.                     | Temporada                | Lliga | Lliga | Copa  | Copa | Supercopa | Supercopa | Continental | Continental | Copa Catalunya | Copa Catalunya | Total | Total |
| Club                         | Div.                     | Temporada                | Part. | Gols  | Part. | gols | Part.     | gols      | Part.       | gols        | Part.          | gols           | Part. | gols  |
| ---------------------------- | ------------------------ | ------------------------ | ----- | ----- | ----- | ---- | --------- | --------- | ----------- | ----------- | -------------- | -------------- | ----- | ----- |
| FC Barcelona "B" · Catalunya | 2a                       | 2019-20                  | 20    | 3     | -     | -    | -         | -         | -           | -           | -              | -              | 20    | 3     |
| FC Barcelona "B" · Catalunya | 2a                       | 2020-21                  | 13    | 0     | -     | -    | -         | -         | -           | -           | -              | -              | 13    | 0     |
| FC Barcelona "B" · Catalunya | Total                    | Total                    | 33    | 3     | -     | -    | -         | -         | -           | -           | -              | -              | 33    | 3     |
| FC Barcelona · Catalunya     | 1a                       | 2018-19                  | 1     | 0     | 0     | -    | -         | -         | 0           | -           | 2              | 0              | 3     | 0     |
| FC Barcelona · Catalunya     | 1a                       | 2020-21                  | 16    | 0     | 1     | 0    | -         | -         | 3           | 0           | 0              | -              | 20    | 0     |
| FC Barcelona · Catalunya     | 1a                       | 2021-22                  | 12    | 2     | 0     | -    | 2         | 0         | 4           | 0           | -              | -              | 18    | 2     |
| FC Barcelona · Catalunya     | 1a                       | 2022-23                  | 6     | 1     | 0     | -    | 0         | -         | 1           | 0           | -              | -              | 7     | 1     |
| FC Barcelona · Catalunya     | 1a                       | 2023-24                  | 9     | 0     | 0     | -    | 0         | -         | 0           | 0           | -              | -              | 9     | 0     |
| FC Barcelona · Catalunya     | 1a                       | 2023-24                  | 10    | 1     | 0     | -    | 0         | -         | 0           | 0           | -              | -              | 10    | 1     |
| FC Barcelona · Catalunya     | Total                    | Total                    | 54    | 4     | 1     | 0    | 2         | 0         | 8           | 0           | 2              | 0              | 65    | 4     |
| Total en la seva carrera     | Total en la seva carrera | Total en la seva carrera | 86    | 7     | 1     | 0    | 2         | 0         | 8           | 0           | 2              | 0              | 98    | 7     |

## Palmarès

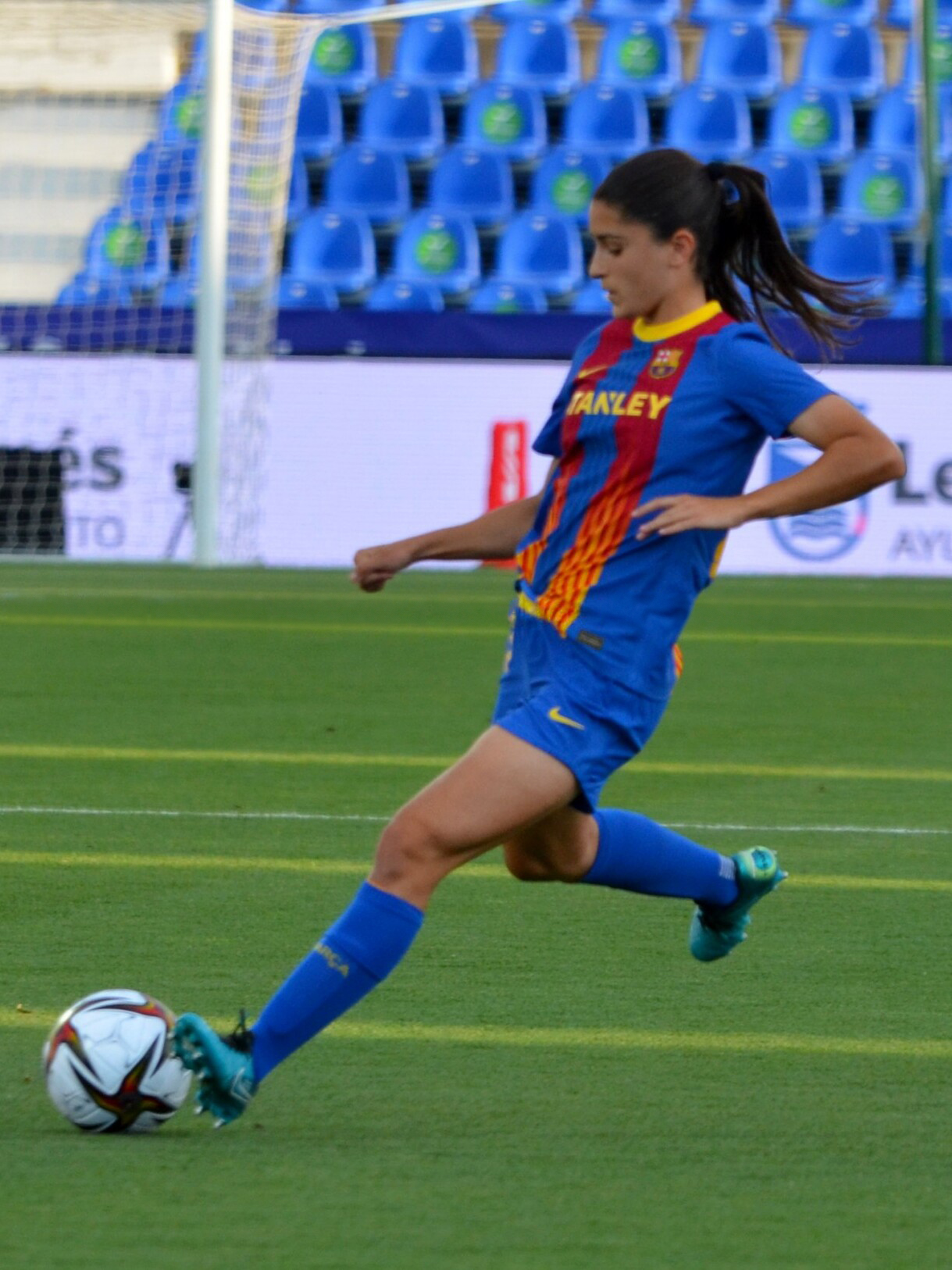
Jugant amb el FC Barcelona (2021)

### Campionats estatals
| Títol               | Club         | Any  |
| ------------------- | ------------ | ---- |
| Primera Divisió     | FC Barcelona | 2021 |
| Primera Divisió     | FC Barcelona | 2022 |
| Primera Divisió     | FC Barcelona | 2023 |
| Primera Divisió     | FC Barcelona | 2024 |
| Copa de la Reina    | FC Barcelona | 2021 |
| Copa de la Reina    | FC Barcelona | 2022 |
| Copa de la Reina    | FC Barcelona | 2024 |
| Supercopa d'Espanya | FC Barcelona | 2022 |
| Supercopa d'Espanya | FC Barcelona | 2023 |
| Supercopa d'Espanya | FC Barcelona | 2024 |

### Campionats internacionals
| Títol                    | Equip                     | Seu       | Any  |
| ------------------------ | ------------------------- | --------- | ---- |
| Campionat Europeu Sub-17 | Selecció d'Espanya sub-17 | Lituània  | 2018 |
| Copa del Món sub-17      | Selecció d'Espanya sub-17 | Uruguai   | 2018 |
| Lliga de Campions        | FC Barcelona              | Göteborg  | 2021 |
| Lliga de Campions        | FC Barcelona              | Eindhoven | 2023 |
| Lliga de Campions        | FC Barcelona              | Bilbao    | 2024 |